# 3 Essen

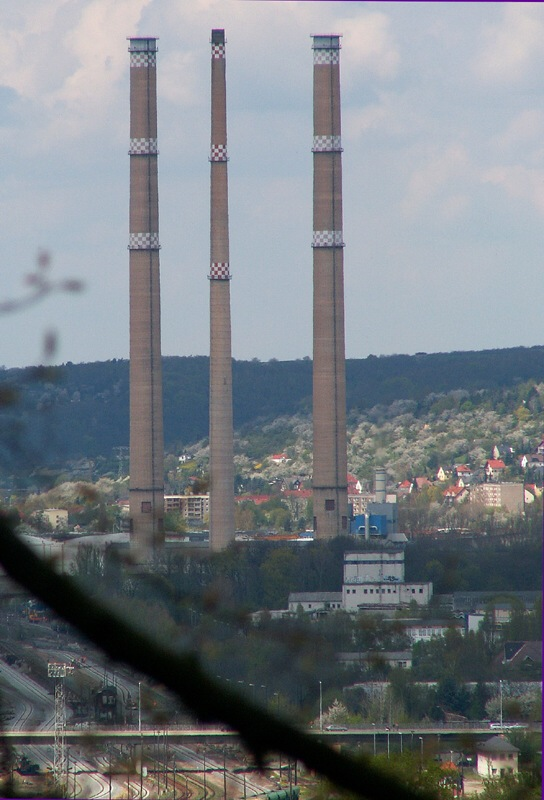
Blick auf die 3 Essen im Juni 2006

Die 3 Essen nannte man die drei Schornsteine des 1976 errichteten Gasturbinenkraftwerkes GTKW (die beiden dicken) und Heizwerk HW-Nord in Gera, das zur Dampferzeugung für die Industrie im Norden Geras (Betonwerk, Wema Union, Chemiewerk, Molkerei und Großbäckerei) und die Versorgung des Neubaugebietes Bieblach Ost und der Stadt mit Fernwärme diente.
Die 3 Essen wurden in den 1970er Jahren als sehr modernes heizölbetriebenes Gasturbinenkraftwerk und Heizwerk errichtet, aber im Zuge der so genannten Energieträgerumstellung (Umstellung von zuvor ölgefeuerten Anlagen auf Braunkohle infolge von Erdöl-Exportkürzungen der Sowjetunion in die DDR) wurde das Heizwerk noch während der Bauphase bis 1988 auf Braunkohle umgebaut, Werk 2 mit drei Kohlekesseln und danach Werk 3 mit fünf Kohlekesseln. Die 3 Essen waren mit einer Höhe von 225 m, gemeinsam mit dem Heizkraftwerk Jena, das höchste Bauwerk Thüringens. Das Gasturbinenkraftwerk (mit Heizöl B betrieben) diente der Spitzenlasterzeugung von maximal 180 MW Elektroenergie (6 Gasturbinenaggregate mit geplanten Abhitzekesseln). Das zusätzliche Heizwerk war ursprünglich für den Betrieb mit Heizöl D geplant worden, kam allerdings nicht zum Endausbau, da der Energieträgerwechsel auf Braunkohle Vorrang hatte. Am Ende standen 3 + 5 40-t Dampf/h Schwingschubrostkessel mit nachgeschalteten Elektrofiltern zur Verfügung. Versorgt wurde bis zum Chemiewerk Bad Köstritz (12 bar) und die Stadt Gera, insbesondere Bieblach-Ost. Somit war fast nur die schmale Esse in Betrieb zu sehen. Zu einem außergewöhnlich starken Gasturbinenbetrieb kam es ab 14. Januar 1987, als im Kraftwerk Boxberg durch eine Havarie der Doppelblockanlage 13/14 1000 MW elektrischer Leistung für Monate fehlten. Damals wurde in Geraer Betrieben Energie zugeteilt, manche Tagschichtbetriebe mussten dreischichtig arbeiten, um kontingentierte Energie optimal nutzen zu können. 1996 wurden die Schlote stillgelegt, da anstelle des bis dahin mit Braunkohle befeuerten Kraftwerks ein neues GuD-Kraftwerk den Betrieb aufgenommen hatte. Sie wurden zu einer Art Wahrzeichen Geras, da sie von der A4 als eine einprägsame Landmarke zu sehen waren.
Im Juli 2008 fiel der Beschluss zum Abriss der 3 Essen. Mit der Entkernung der Schornsteine wurde im August 2008 begonnen, ab Februar 2009 wurden die einzelnen Segmente abgetragen. Der Abriss war im Dezember 2010 abgeschlossen. Auch die Schwesterkraftwerke in Zschornewitz und Vockerode gibt es nicht mehr. Gera hatte aufgrund der Tallage als einziges der drei baugleichen GTKW diese hohen Schornsteine.
Eine grafische Darstellung der drei Schornsteine wird als Logo für die Textilmarke 3ESSEN verwendet.